# Ornitološka zbirka u Metkoviću
Ornitološka zbirka u Metkoviću je jedinstvena zbirka prepariranih ptica u Hrvatskoj, u gradu Metkoviću.

## Povijest
Prve vijesti o bogatstvu u Neretvi dao nam je rimski pisac Katon. Stoljećima kasnije tek usputno spominju brojni putnici bogatstvo ribe i ptica, ali poput talijanskog liječnika G. Pujatia oko 1747. opisuju i teškoće življenja u ovom kraju, zbog malarije koju naziva i "de morbo naroniano". Dolaskom pod austrijsku vlast, naglo je oživjelo zanimanje europskih prirodoslovaca za ovaj za njih daleki egzotični dio svijeta. Nakon E. F. Germara, u Neretvu dolaze F. Neumayer i K. v. Feldegg. Prema preparatu iz Feldeggove zbirke prvi put je znanstveno opisan kao do tada nepoznata vrsta kudravi nesit (Dalmatian pelikan, Pelecanus crispus). U bečkom prirodoslovnom muzeju čuvaju se još i danas jaja koja je pobrao J. Finger, pa su ona jedini dokaz da se ta vrsta gnijezdila u Neretvi jer je to bila prva ptica koja je odselila nakon početnih regulacija rijeke i melioracija. Prvi popis koji sadržava 212 ptičjih vrsta objavio je talijanski liječnik F. Laza 1842.
Do Prvog svjetskog rata Neretvu su posjećivali i o njenoj fauni pisali mnogi europski, ali i domaći prirodoslovci poput Kuzmića, Kolombatovića, fra A. Brandisa. Izučava se cjelokupni živi svijet Neretve kako se ne bi velikim zahvatima u regulaciji rijeke koji su planirani uništila jedinstvena staništa, na žalost planove su omeli burni povijesni događaji. Zanimanje za Neretvu oživjelo je tek nakon 2. svjetskog rata kada u nju počinje dolaziti tada mladi zaljubljenik u ornitologiju Dragutin Rucner. Prijateljstva koja je sklopio u Neretvi potakla su osnivanje lokalne ornitološke zbirke za koju je uradio i većinu preparata. Svoj dugogodišnji plodni rad popratio je nizom članaka u časopisu "Larus", te cjelovitim izdanjem "O životu ptica u dolini Neretve" detaljno opisujući staništa, brojnost i raznovrsnost ptica te iznoseći poglede na zaštitu okoliša.
Najveća hrvatska delta danas je većim dijelom uglavnom meliorirana i isušena. Zahvati u eko sustavu močvare bitno su utjecali na raznolikost i brojnost ptičjih vrsta. Osim toga tradicija lova koja se ovdje zadržala kao bitna oznaka sezonskog življenja (a u prošlosti je mnogim obiteljima omogućavala preživljavanje) utjecala je na smanjenje uloge delte kao selidbenog pravca ptica. S toga je zbirka nastala u razdoblju od 1948. do 1966. jedinstveni dokument prirode.

## Vrijednost zbirke
Zbirka sadrži preko 340 preparata među kojima je 218 vrsta od do sada 310 zabilježenih u Neretvi. U razmjerno malom prostoru ornitološke zbirke preparati su razmješteni po staništima, te pregledom pružaju uvid u nekadašnju bujnost života u močvarama, močvarnim šumarcima, šikarama, trsticima, kamenjaru te melioriranim i obrađenim površinama. 
O značenju delte Neretve dovoljno govore i mnogobrojni nalazi prstenovanih ptica koje su zimi ili tijekom proljetne i jesenske seobe zabilježene: velika bijela čaplja (Egretta alba), orao krstaš (Aqula heliaca), patka lastarka (Anas acuta), zviždara (Anas penelope), dugokljuna čigra (Sterna sandvicensis), lastavica (Hirundo rustica), bregunica (Riparia riparia), močvarna strnadica (Emberiza schoeniclus), itd. U zbirci ptica mogu se vidjeti i čaplje koje su prestale biti gnjezdarice nakon 1963.: mala bijela čaplja (Egretta garzetta), čaplja danguba (Ardea purpurea), žuta čaplja (Ardeola ralloides) i gak (Nycticorax nycticorax). 
Tu su i dvije naročito ugrožene europske vrste bukavac (Botarus stallaris) i patka njorka (Aythia nyroca) te crna liska (Fulica atra) tradicionalna lovna divljač u Neretvi. Zanimljive su i dvije selice roda i roda crna (Ciconia ciconia, C. nigra). Obje vrste ugrožene su u Europi i tek strogom zaštitom brojnost im se lagano povećava. Isto vrijedi i za ždrala (Grus grus) koji preko delte Neretve prelijeće već krajem drugog mjeseca. Do sada je poznato preko 110 vrsta selica koje se u Neretvi odmaraju da izdrže iscrpljujuće seobe, osobito su brojne razne vrste pataka, čaplji, čigri, eja, žalara, čurlina i prutki, a od pjevica razne muharice. Rijetko se ovdje zadržava u Europi ugrožena čukavica (Burhinus oedicnemus) i močvarnim šumama Hrvatske danas rijetka zlatovrana (Coracias garrulus). Stijene i litice obitavališta su velikog broja petrofilnih vrsta kao što je gavran (Corvus corax), srodna žutokljuna galica (Pyrrhocorax graculus). Na stijenama je imala stanište i najveća grabljivica ovog područja suri orao (Aquila chrysaetos) u Hrvatskoj se gnijezdi još samo šezdesetak parova. 
Među preparatima je i jedan od danas u Europi najugroženijih sokolova - krški sokol (Falco biarmicus). Kamenjare s gustom makijom nastanjuje najveća europska sova - ušara (Bubo bubo). Na ušću Neretve viđali su se i bijeloglavi supovi (Gups fulvus) koji su nadljetali područje za strvinama, danas su najbliža gnjezdilišta na liticama obližje Hercegovine. U ostacima močvarnih šumaraka i šikara topole, jasena i konopljike gnijezde se mnoge vrste među kojima posljednje uporište na Jadranu ima zelena žuna (Picus viridis) te veliki i mali djetlić (Picoides major, P. minor). U tršćacima se gnijezdi i brkata sjenica (Panurus biarmicus) kojoj je ovdje jedno od posljednjih evropskih staništa.
U zbirci se nalaze i rijetkosti, ptice koje ne žive ovdje, to su preparati slučajnih gostiju s dalekog sjevera: mala guska (Anser erythropus), morska utva (Tadorna tadorna), sjeverna gavka (Somateria mollisima), žutokljuni labud (Cygnus sygnus). S istoka je do Neretve dolutao ružičasti nesit (Pelecanus onocrotalus). Iz zapadnog Sredozemlja je dospjela sultanka (Porphyrio porphyrio).
Iako višestruko ugrožena delta Neretve je sa stanovišta očuvanja biološke i krajobrazne očuvanosti područje od međunarodne važnosti. Na ukupnoj površini od 1620 ha danas je zaštićeno u kategorijama ornitološkog rezervata (Prud, Orepak, Podgredom), ornitološko-ihtiološkog (ušće), te zaštićenog krajolika (Modro oko) zanemarivi dio od 1200 ha a i oni na žalost ne uživaju kontrolu mjera zaštite. Poticaj ozbiljnim naporima u tom pravcu daje upravo pogled na negdašnja bogatstva u ornitološkoj zbirci, ali i upis Neretve na Ramsarski popis konvencije o zaštiti močvarnih područja, kao i program Ornitološki važnih područja u Europi, koji provodi Međunarodno vijeće za zaštitu ptica Bird life int. 
S obzirom na brojnost ptičjih vrsta i važnost delte za zimovanje i stanovanje, ovaj prostor je još od međunarodnog značaja, te se stoga prethodno zaštićenim područjima moraju pridružiti znatno veći prostori, te se s boljom kontrolom omogućiti revitalizaciju nekih staništa za posebno osjetljive vrste. Realizacija ideje o parku prirode Neretva uvelike će ovisiti upravo o samim Neretvanima i njihovoj želji da potomcima ostave jedinstveni krajolik iskonske prirode, a ne tek uspomenu u ornitološkoj zbirci.
Otvorenjem Prirodoslovnog muzeja u Metkoviću, zbirka je nakon više od 60 godina preselila u adekvatnije prostore muzeja, kao dio stalnog postava.

## Vanjske poveznice
- Početna stranica[neaktivna poveznica]
- Preparirano carstvo[neaktivna poveznica]
- Ornitološka zbirka na stranicama TZ Metković[neaktivna poveznica]